# راگبیر لال
راگبیر لال (انگلیسی: Raghbir Lal؛ زادهٔ ۱۵ نوامبر ۱۹۲۹) بازیکن هاکی روی چمن اهل هند بود.
وی به‌همراه تیم ملی هاکی روی چمن مردان هند به مقام قهرمانی در بازی‌های المپیک تابستانی ۱۹۵۲ و ۱۹۵۶ دست پیدا کرده‌است.